# Valkovce
Valkovce este o comună slovacă, aflată în districtul Svidník din regiunea Prešov. Localitatea se află la altitudinea de 220 m deasupra n.m., se întinde pe o suprafață de 6,66 km2 și în 2017 număra 217 locuitori.

## Istoric
Localitatea Valkovce este atestată documentar din 1382.

## Demografie
| An:                | 1994 | 2004   | 2014   | 2024   |
| ------------------ | ---- | ------ | ------ | ------ |
| Număr de persoane: | 231  | 230    | 224    | 206    |
| Diferență:         |      | −0,43% | −2,60% | −8,03% |

| An:                | 2023 | 2024   |
| ------------------ | ---- | ------ |
| Număr de persoane: | 201  | 206    |
| Diferență:         |      | +2,48% |